# Lycaena hakutozana
Lycaena hakutozana är en fjärilsart som beskrevs av Matsumura 1927. Lycaena hakutozana ingår i släktet Lycaena och familjen juvelvingar. Inga underarter finns listade i Catalogue of Life.